# عبد القادر الشاذلي
عبد القادر الشاذلي (توفي بعد 935 هـ) هو فاضل شافعي مؤذن، مصري من تلاميذ الجلال السيوطي.

## آثاره
له من الآثار:
- بهجة العابدين بترجمة حافظ العصر جلال الدين.
- رد العقول الطائشة إلى معرفة ما اختصت به خديجة وعائشة.[3]